# Greatest Hits (альбом Джуэл)
| Оценки критиков | Оценки критиков |
| Источник        | Оценка          |
| --------------- | --------------- |
| AllMusic        | [ 1 ]           |
| Slant Magazine  | [ 2 ]           |

Greatest Hits — первый сборник лучших хитов американской певицы и автора песен Джуэл. Альбом был выпущен 5 февраля 2013 года и включает дуэты с Келли Кларксон и Pistol Annies. В него также вошла одна новая запись — «Two Hearts Breaking».

## Отзывы
Альбом получил положительные отзывы музыкальной критики и интернет-изданий. Стивен Томас Эрлевайн из AllMusic отметил, что: «Выпущенный в 2013 году, через два года после ее „детского“ альбома, удостоенного премии „Грэмми“, сборник Greatest Hits собирает все большие хиты Джуэл, что подчеркивает, как часто она стремилась к вершинам чартов. Если брать альбом за альбомом, то эти повороты иногда вызывают недоумение, но, скомпонованные в сборник хитов, они кажутся логичными, подчеркивающими умение Джуэл создавать приятные мелодии. Это стремление удовлетворить широкую аудиторию распространяется и на новые композиции, добавленные в сборник Greatest Hits — сверкающий настойчивый взрослый поп „Two Hearts Breaking“ вписывается в современное хитовое радио 2013 года, но большее впечатление производит включение перезаписанных песен „You Were Meant for Me“ и „Foolish Games“, исполненных в дуэте с Pistol Annies и Келли Кларксон, соответственно, каждая из которых является заявкой на дальнейшее покровительство ее кантри и поп-аудитории».
Сэл Чинквемани из Slant Magazine отметил, что: «В Greatest Hits представлен естественный путь Джуэл от фолк-певицы до поп-звезды и кантри-исполнительницы как естественное развитие, а не как маневры в погоне за хитами. Джуэл всегда была оригинальной Тейлор Свифт».

## Список треков
Слова и музыка всех песен — Джуэл Килчер, за исключением отмеченных случаев.
| №   | Название                                                               | Автор(ы)                          | Продюсер(ы)                   | Длительность |
| --- | ---------------------------------------------------------------------- | --------------------------------- | ----------------------------- | ------------ |
| 1.  | «Who Will Save Your Soul» (из Pieces of You, 1995)                     |                                   | Ben Keith                     | 4:00         |
| 2.  | «You Were Meant for Me» (из Pieces of You) (альбомная версия)          | Килчер Steve Poltz                | Keith                         | 3:49         |
| 3.  | «Foolish Games» (из Pieces of You) (альбомная версия)                  |                                   | Keith                         | 4:03         |
| 4.  | «Hands» (из Spirit, 1998)                                              | Килчер Патрик Леонард             | Леонард                       | 3:54         |
| 5.  | «Down So Long» (из Spirit)                                             |                                   | Леонард                       | 4:19         |
| 6.  | «Jupiter (Swallow the Moon)» (из Spirit) (сингл-версия)                |                                   | Леонард                       | 3:42         |
| 7.  | «Standing Still» (из This Way, 2001)                                   | Килчер Ноуэлс Рик                 | Килчер Данн Хафф John Kurzweg | 4:30         |
| 8.  | «Break Me» (из This Way) (ремикс, радио-версия)                        |                                   | Килчер Huff                   | 3:58         |
| 9.  | «Intuition» (из 0304, 2003)                                            | Килчер Lester Mendez              | Килчер Mendez                 | 3:49         |
| 10. | «Good Day» (from Goodbye Alice in Wonderland, 2006) (альбомная версия) | Kilcher Kara DioGuardi Greg Wells | Wells                         | 3:44         |
| 11. | «Stronger Woman» (from Perfectly Clear, 2008) (радио-версия)           | Kilcher Marv Green                | John Rich                     | 3:49         |
| 12. | «Somewhere Over the Rainbow» (from Lullaby, 2009)                      | Harold Arlen E.Y. Harburg         | Kilcher Jason Freese          | 4:25         |
| 13. | «Satisfied» (из Sweet and Wild, 2010) (радио-версия)                   | Kilcher Liz Rose                  | Nathan Chapman                | 4:08         |
| 14. | «You Were Meant for Me» (при уч. Pistol Annies)                        |                                   | Kilcher Poltz                 | 5:25         |
| 15. | «Foolish Games» (при уч. Kelly Clarkson)                               |                                   |                               | 4:11         |
| 16. | «Two Hearts Breaking [New Recording]»                                  |                                   |                               | 3:45         |

## Чарты
| Чарты (2013)     | Высшая позиция |
| ---------------- | -------------- |
| US Billboard 200 | 73             |